# K.G. Hammar
K.G. Hammar (født 18. februar 1943) er en svensk teolog og præst, som var ærkebiskop i Uppsala Stift i den svenske kirke 1997 - 2006. Han repræsenterer en liberalteologisk linje inden for den svenske kirke men betragtes også som en radikal forkæmper for adskillelse af stat og kirke.
Hammar er fortaler for homoseksuellles rettigheder og for ægteskab af personer af samme køn. Hammar er også kendt for at komme med kontroversielle udenrigspolitiske ytringer, bl.a. i Israel-Palæstina-konflikten. Han kritiserer også den globale kapitalisme.
Han var gift med lærer og historiker Inger Hammar, der døde i 1997.